# Porphyrinia ernesti
Porphyrinia ernesti är en fjärilsart som beskrevs av Rothschild 1915. Porphyrinia ernesti ingår i släktet Porphyrinia och familjen nattflyn. Inga underarter finns listade i Catalogue of Life.